# お
お en hiragana ou オ en katakana sont deux kanas, caractères japonais qui représentent la même more. Ils sont prononcés /o/ et occupent la 5e place de leur syllabaire respectif, entre え et か.

## Origine
L'hiragana お et le katakana オ proviennent, via les man'yōgana, du kanji 於.
Le kana を (wo), qui n'est plus utilisé que comme particule grammaticale, ainsi que de nombreuses occurrences non-initiales de ほ (ho), sont transcrits en japonais moderne par お.

## Variantes
Deux caractères plus petits, ぉ et ォ, sont utilisés pour la formation de sons qui n'existent pas en japonais traditionnel, comme ツォ (tso).

## Romanisation
Selon les systèmes de romanisation Hepburn, Kunrei et Nihon, お et オ se romanisent en « o ».

## Tracé
L'hiragana お s'écrit en trois traits.

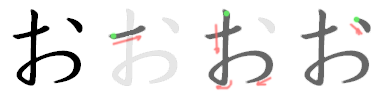
Ordre des traits pour お

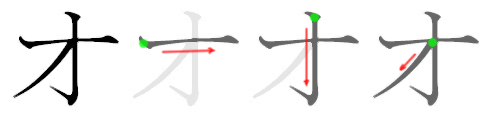
Ordre des traits pour オ

1. Trait horizontal, de gauche à droite.
2. Long trait débutant verticalement, se poursuivant par une petite diagonale de bas en haut et de droite à gauche et se terminant par une longue courbe.
3. Petit trait diagonal en haut à droite du caractère.

Le katakana オ s'écrit en trois traits.
1. Trait horizontal, de gauche à droite.
2. Trait vertical se terminant par une petite diagonale de bas en haut et de droite à gauche.
3. Trait diagonal de haut et bas et de droite à gauche débutant à l'intersection des deux premiers.

## Représentation informatique
- Unicode[1],[2] :
  - お (grand caractère) : U+304A
  - オ (grand caractère) : U+30AA
  - ぉ (petit caractère) : U+3049
  - ォ (petit caractère) : U+30A9